# Херсонес (мыс)
Мыс Херсонес, Маячный — мыс на западе Гераклейского полуострова, крайняя западная точка Севастополя (относится к Гагаринскому району города) и южной части Крымского полуострова. Вдаётся в Чёрное море. На мысе с 1816 года действует Херсонесский маяк, обеспечивающий подход кораблей и судов в порт Севастополь, высота маяка 36 метров.
Весной и летом 1942 года стал местом ожесточённых боёв Приморской армии, став одним из знаковых мест героической обороны Севастополя.
В 1966 году здесь снимали фильм «Волшебная лампа Аладдина». На берегу моря был построен «Сказочный Багдад».
Известны и другие названия этого мыса: Парфений, Парфенон, Фонари-Кап.

## Галерея
- Вид на берег Херсонеса и маяк
- Высокий берег Херсонеса
- Памятник Героям обороны Севастополя
- Памятник старшине Р. Ахметову
- Памятник старшине Р. Ахметову
- Берег Херсонеса